# Dibenzil cetona
A dibenzil cetona ou 1,3-difenilacetona, é um composto orgânico formado por dois grupos benzil ligados a um grupo carbonilo central. Isto faz com que o átomo de carbono carbonilo central seja eletrófilo e que os dois carbonos adjacentes sejam ligeiramente nucleófilos. Por este motivo, a dibenzil cetona é frequentemente utilizada em reacções de condensação aldólicas com benzil (um dicarbonílico) e uma base para criar tetrafenilciclopentadienona. A classificação da dibenzil cetona atribui-se à química russa Vera Bogdanovskaya.

## Preparação
A fenilacetona auto-condensa-se para formar dibenzil cetona.
Um método para o fazer é conseguir reaccionar ácido fenilacético com anidrido acético e acetato de potássio anídro durante duas horas a 140−150 °C. A mistura destila-se lentamente para que o destilado seja principalmente ácido acético. Depois de 45 minutos de destilação liberta-se dióxido de carbono. A destilação demora no total 75 minutos, e o dióxido de carbono está ainda em formação quando a destilação é interrompida e o líquido resultante é uma mistura de dibenzil cetona e impurezas menores. Note-se que se esta mistura for aquecida novamente a cima dos 200−205 °C dá-se a resinificacção com uma diminuição do rendimento da cetona.